# Ринкова аномалія
Ринкова аномалія (або ринкова неефективність) — це викривлення ціни та/або ставки дохідності на фінансовому ринку, яке суперечить гіпотезі ефективного ринку.
Під ринковою аномалією як правило розуміють:
- структурні фактори, такі як несумлінна конкуренція, відсутність прозорості ринку, дії регулятора, тощо;
- поведінкові упередження економічних агентів (дивись: поведінкова економіка);
- Календарні ефекти, наприклад ефект січня.

Аномалії можуть стосуватися основних економічних основ капіталу, технічних правил трейдингу та календарних економічних подій.
Фундаментальні аномалії включать ефект вартості, ефект маленької капіталізації (акції з низьким коефіцієнтом ціна/прибуток та компанії з малою капіталізацією мають кращі результати, ніж індекс в цілому) та аномалія низької волатильності. Календарні аномалії включають динаміку доходів на акції рік від року або місяць від місяця, а технічні аномалії включають ефект моментуму.